# Hohenzollern-Hechingen

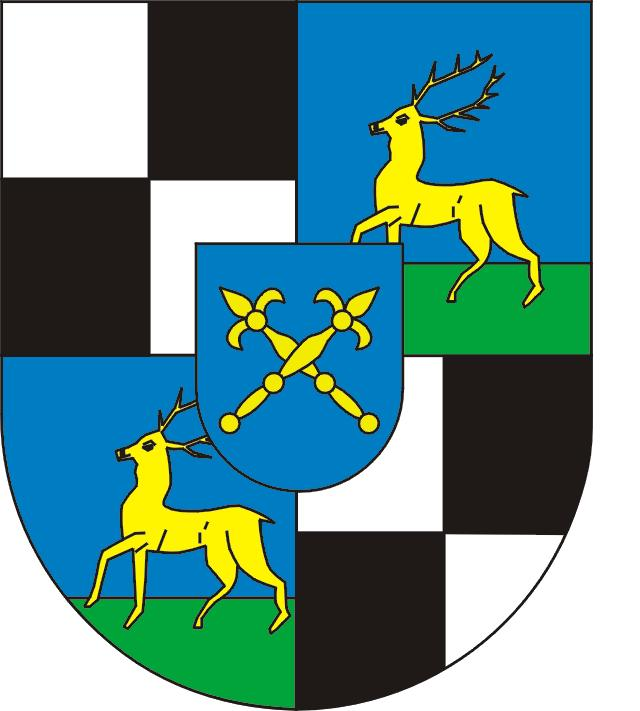
1,4: Hohenzollern; 2,3: Sigmaringen; hart: rijkserfkamerheer

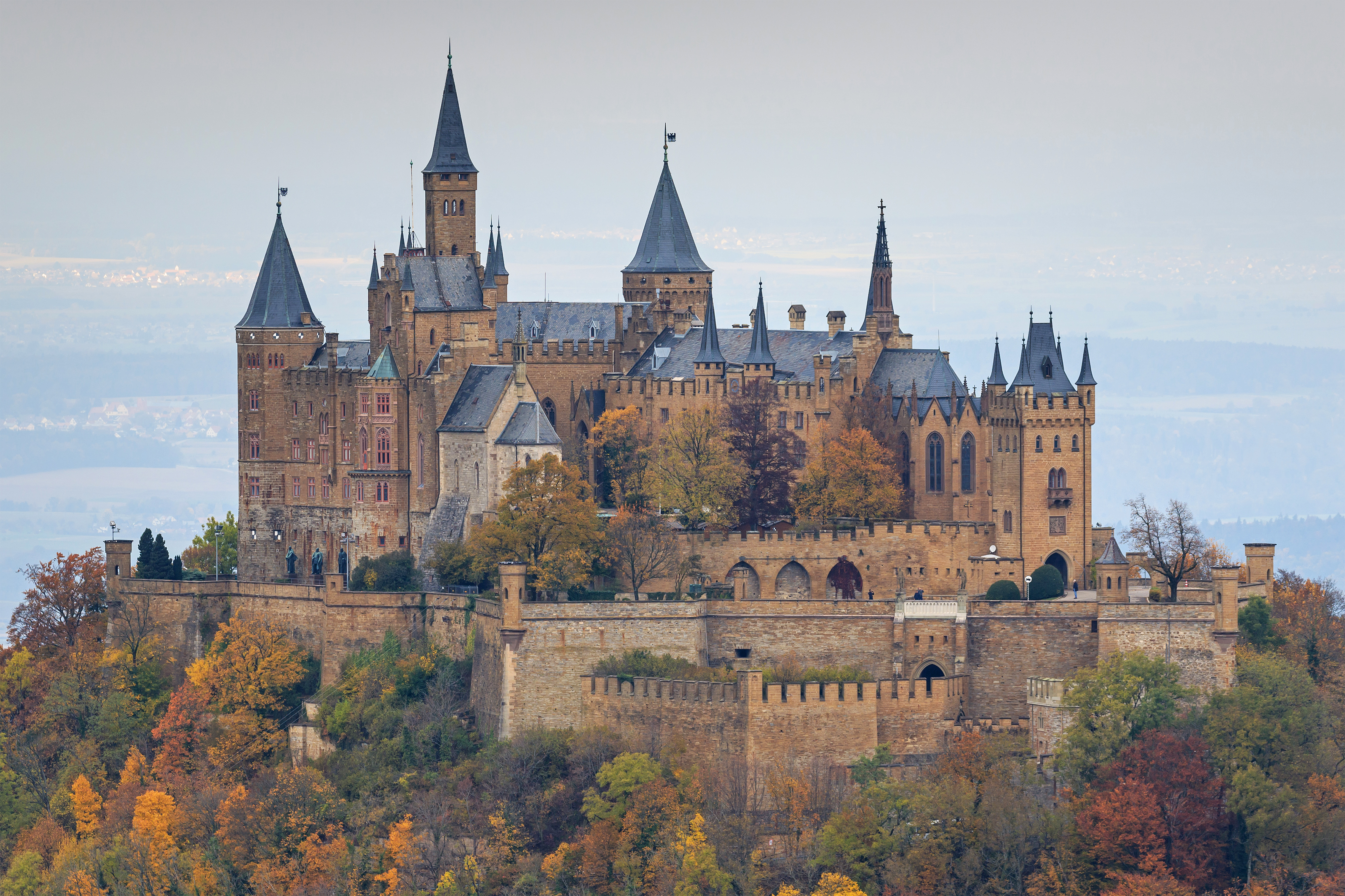
Burcht Hohenzollern bij Hechingen

Hohenzollern-Hechingen was een graafschap (1576-1623) en vorstendom (1623-1849) in Zwaben, geregeerd door de gelijknamige katholieke tak van het huis Hohenzollern.
Zie ook: wapen van Hohenzollern

## Geschiedenis
Na het uitsterven van de graven van Werdenberg in 1534 viel het graafschap Sigmaringen terug aan het Heilige Roomse Rijk. De keizer beleende vervolgens Karel I van Hohenzollern met Sigmaringen en Veringen. Na de dood van zijn neef Jobst Nikolaus II in 1558 waren alle bezittingen van het huis Hohenzollern in één hand verenigd. Het sterk uitgebreide bezit werd echter na de dood van Karel I in 1576 onder zijn zoons verdeeld:
- Eitel Frederik IV in Hohenzollern-Hechingen (uitgestorven 1869).
- Karel II in Hohenzollern-Sigmaringen.
- Christoffel in Hohenzollern-Haigerloch (uitgestorven 1634).

Bij de deling kreeg Hohenzollern-Hechingen het oude graafschap Zollern met de stad Hechingen en de kloosters Rangendingen, Sankt Lutzen en Stetten. Het graafschap maakte deel uit van de Zwabische Kreits. Omdat Hechingen de oudste tak was, behoorde ook de waardigheid van rijkserfkamerheer aan de heersers van deze tak.
Eitel Frederik IV (1576-1605) besteedde meer dan zijn voorgangers aandacht aan het bestuur van zijn gebied. Zijn beleid en dat van zijn opvolgers wekte bij de boeren echter veel wrevel. Tussen 1584 en 1796 werd het land geteisterd door niet minder dan vijftien boerenopstanden. Zijn zoon Johan George (1605-1623) werd in 1623 door keizer Ferdinand II in de erfelijke rijksvorstenstand verheven. Het graafschap Hohenzollern-Hechingen werd tot vorstelijk graafschap verheven.
Het land werd in de Dertigjarige Oorlog in 1634 bezet door Württemberg en in 1635 door Beieren. In 1650 nam keizer Ferdinand III het bestuur over. Pas Filips Christoffel Frederik (1661-1671) kreeg weer het recht zijn bezit zelf te besturen. Keizer Leopold I behield echter het recht Hechingen in geval van nood te bezetten, een privilege dat zijn nakomelingen tot 1798 behielden. In 1653 kregen de vorsten van Hohenzollern een gemeenschappelijke zetel in de raad van vorsten van de Rijksdag.
Onder vorst Frederik Willem (1671-1735) kwam in 1695 een verdrag met Hohenzollern-Sigmaringen en Brandenburg tot stand, volgens welk de gebieden van de Zwabische Hohenzollern bij het uitsterven van deze tak aan Brandenburg zouden toekomen.
In 1798 werd in Hohenzollern-Hechingen de lijfeigenschap afgeschaft.
Paragraaf 10 van de Reichsdeputationshauptschluss van 25 februari 1803 kende aan de vorst voor het verlies van zijn feodale rechten in het graafschap Geulle en de heerlijkheden Mouffrin en Baillonville in het land van Luik de heerlijkheid Hirschlatt en het klooster Stetten toe. Omdat in paragraaf 32 een zetel in de Rijksdag aan Hohenzollern-Sigmaringen werd toegewezen, beschikten beide vorstendommen nu over een eigen zetel.
Vorst Herman Frederik Otto (1798-1810) trad op 12 juli 1806 toe tot de Rijnbond en verliet daarmee het Heilige Roomse Rijk.
Zijn zoon Frederik Herman Otto (1810-1838) trad in 1815 tot de Duitse Bond toe. De Maartrevolutie van 1848 leidde ook in Hechingen tot onrust. Op 16 mei 1848 werd een nieuwe grondwet ingevoerd, maar toen er in zowel Hohenzollern-Hechingen als Hohenzollern-Sigmaringen onenigheid tussen regering en volksvertegenwoordiging ontstond, bezette Pruisen beide vorstendommen (6 augustus).
Vorst Frederik Willem Constantijn deed op 7 december 1849 troonsafstand ten gunste van zijn verwant Frederik Willem IV van Pruisen, op voorwaarde dat de leden van zijn geslacht de voorrechten van leden van de Pruisische koninklijke familie zouden genieten. Op 6 april 1850 vond de overdracht aan Pruisen plaats op basis van de wet van 12 maart 1850. Het land werd daarna bestuurd als Regierungsbezirk Hechingen-Hohenzollern, waarbij sommige taken vanuit de Rijnprovincie werden uitgevoerd. In 1852 werden de regeringen in Hohenzollern-Hechingen en Hohenzollern-Sigmaringen verenigd.
Met de dood van Frederik in 1869 stierf de linie Hohenzollern-Hechingen uit.

## Heersers
| regering  | naam                        | geboren    | overleden  | familie                                   |
| --------- | --------------------------- | ---------- | ---------- | ----------------------------------------- |
| 1575-1605 | Eitel Frederik IV           | 7-9-1545   | 16-1-1605  | zoon van Karel I van Hohenzollern         |
| 1605-1623 | Johan George                | 1577       | 28-9-1623  | zoon                                      |
| 1623-1661 | Eitel Frederik V            | -1-1601    | 11-7-1661  | zoon                                      |
| 1661-1671 | Filips Christoffel Frederik | 1616       | 13-1-1671  | broer                                     |
| 1671-1735 | Frederik Willem             | 20-9-1663  | 14-11-1735 | zoon                                      |
| 1735-1750 | Frederik Lodewijk           | 1-9-1688   | 4-6-1750   | zoon                                      |
| 1750-1798 | Jozef Frederik Willem       | 12-11-1717 | 9-4-1798   | kleinzoon van Filips Christoffel Frederik |
| 1798-1810 | Herman Frederik Otto        | 6-11-1748  | 2-11-1810  | zoon van broer                            |
| 1810-1838 | Frederik Herman Otto        | 22-7-1776  | 13-9-1838  | zoon                                      |
| 1838-1849 | Frederik Willem Constantijn | 16-2-1801  | 3-9-1869   | zoon                                      |

Anhalt (1863-1866) ·
Anhalt-Bernburg (1815-1863) ·
Anhalt-Dessau-Köthen (1853-1863) ·
Anhalt-Dessau (1815-1853) ·
Anhalt-Köthen (1815-1853) ·
Baden · Beieren · Bremen · Brunswijk · Frankfort · Hamburg · Hannover · Hessen-Darmstadt · Hessen-Homburg · Hessen-Kassel · Hohenzollern-Hechingen · Hohenzollern-Sigmaringen · Holstein · Lauenburg · Liechtenstein · Limburg · Lippe · Lübeck · Luxemburg · Mecklenburg-Schwerin · Mecklenburg-Strelitz · Nassau · Oldenburg · Oostenrijk · Pruisen · Reuss jongere linie · Reuss oudere linie · Saksen · Saksen-Altenburg · Saksen-Coburg en Gotha · Saksen-Meiningen ·  Saksen-Weimar-Eisenach · Schaumburg-Lippe · Schwarzburg-Rudolstadt · Schwarzburg-Sondershausen · Waldeck-Pyrmont · Württemberg